# Paolo Riedi
Paolo Riedi  (* 1992) ist ein Schweizer Unihockeyspieler, der beim Nationalliga-A-Verein Grasshopper Club Zürich unter Vertrag steht.

## Karriere

### Vereine
Riedi debütierte während der Saison 2009/10 in der Swiss Mobiliar League für den Churer Stadtclub.
2014 wechselte Riedi in die SSL zum Spitzenteam Warberg IC. Bei Warberg konnte er sich nie richtig durchsetzen. Um die Chancen auf die Weltmeisterschaft zu wahren, liess sich Riedi in der Saison 2014/15 zurück in die Schweiz zu seinem Ausbildungsverein Chur Unihockey ausleihen.
Nachdem er nicht für die Weltmeisterschaft berücksichtigt worden war, wurde seine Leihe beendet und er wechselte definitiv zum Ligakonkurrenten KAIS Mora IF.
2015 wechselte Riedi innerhalb der SSL zum Karlstad IBF. Nach zwei abenteuerlichen Jahren in Schweden verliess er nach der Saison 2015/16 Karlstad und kehrte zu Chur Unihockey zurück. Nach drei Jahre bei den verpflichtete der Grasshopper Club Zürich den Schweizer Nationalstürmer.

### Nationalmannschaft
Von 2009 bis 2011 gehörte Riedi dem Kader der U19-Nationalmannschaft an und nahm an der Weltmeisterschaft 2011 teil.
Riedi ist seit 2013 fester Bestandteil der Schweizer Nationalmannschaft. Er nahm mit ihr an der Weltmeisterschaft 2018 und 2020 teil.